# Paulo Richer
Paulo Richer é um engenheiro químico brasileiro especializado em energia atômica que foi presidente do grupo de trabalho para a constituição da Eletrobrás, vindo a ser o primeiro presidente da Eletrobrás, durante os anos de 1962 e 1964.